# Homps (Aude)
Homps is een gemeente in het Franse departement Aude (regio Occitanie) en telt 605 inwoners (1999). De plaats maakt deel uit van het arrondissement Narbonne.

## Geografie
De oppervlakte van Homps bedraagt 3,1 km², de bevolkingsdichtheid is 195,2 inwoners per km².

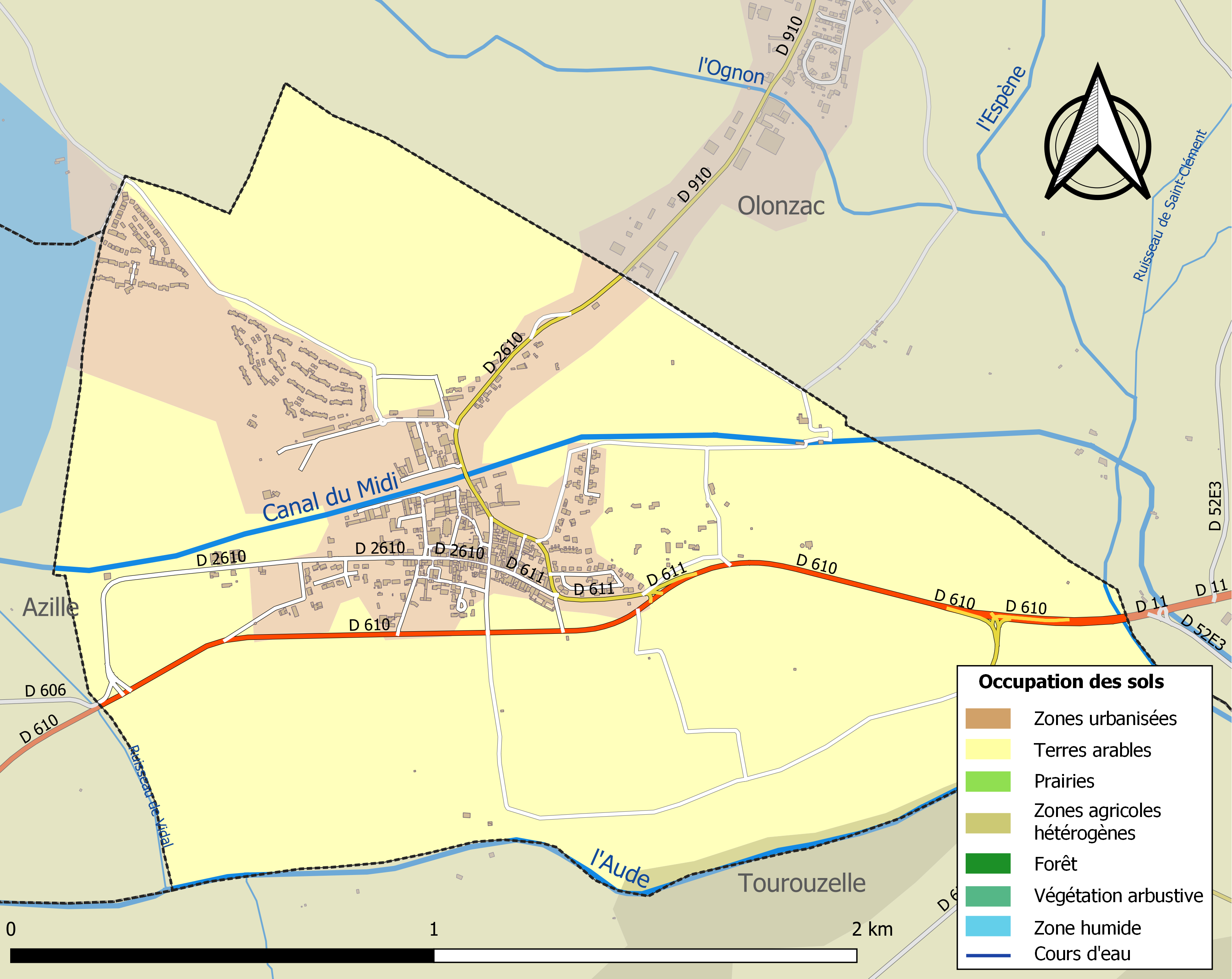
Kaart van de gemeente met de belangrijkste infrastructuur, bodemgebruik en omliggende gemeenten

## Demografie
Onderstaande figuur toont het verloop van het inwonertal (bron: INSEE-tellingen).

Vanwege een beveiligingsprobleem met de MediaWiki Graph-software is het momenteel niet mogelijk deze grafiek weer te geven. Zodra de software is bijgewerkt zal de grafiek vanzelf weer zichtbaar worden.

## Geboren in Homps
- Louis Barthas (1879-1952), militair (korporaal bij de infanterie tijdens de Eerste Wereldoorlog) en auteur van de 'Oorlogsdagboeken van Louis Barthas, kuiper, 1914-1918'